# Remilly-en-Montagne
Remilly-en-Montagne é uma comuna francesa na região administrativa da Borgonha-Franco-Condado, no departamento de Côte-d'Or. Estende-se por uma área de 8,45 km². Em 2010 a comuna tinha 150 habitantes (densidade: 17,8 hab./km²).